# Global RallyCross Championship 2013
Global RallyCross Championship 2013 – trzeci sezon mistrzostw GRC. W serii po raz pierwszy znalazły się wyścigi rozgrywane poza Stanami Zjednoczonymi.

## Zmiany

### Kalendarz
W kalendarzu pojawiły się rundy w Ameryce Południowej i Europie. Były to wyścigi wchodzące w skład olimpiady sportów ekstremalnych X-Games w Brazylii, Hiszpanii i Niemczech. W Stanach Zjednoczonych zrezygnowano z rund na torach Las Vegas Motor Speedway i Texas Motor Speedway. Pojawiły się za to nowe wyścigi na Bristol Motor Speedway i Atlanta Motor Speedway. Zawody towarzyszące X Games w Los Angeles zostały natomiast przeniesione z centrum miasta na tor Irwindale Event Center.

### Przepisy
W 2013 wprowadzony został Penalty Box. Jest to 50-metrowej długości pas obok toru, gdzie kierowcy zjeźdzają na karę za falstart. Dzięki niemu, w przypadku falstartu któregoś z zawodników nie ma już potrzeby przerywania zawodów, jak to miało miejsce dotychczas.

### GRC Lites
W 2013 zadebiutowała seria juniorska, GRC Lites. Kierowcy ścigają się w niej na takich samych zasadach, jakie obowiązują w Global RallyCross. Zawody towarzyszą Amerykańskim rundom GRC. Kierowcy startują Fordami Fiestami przygotowanymi przez OlsbergsMSE.

## Kalendarz
| Runda | Lokalizacja                  | Impreza, której towarzyszy | Data        |
| ----- | ---------------------------- | -------------------------- | ----------- |
| 1     | Foz do Iguaçu                | X Games Brazil             | 21 kwietnia |
| 2*    | FröttmaRing                  | X Games Munich             | 29 czerwca  |
| 3     | FröttmaRing                  | X Games Munich             | 30 czerwca  |
| 4     | New Hampshire Motor Speedway | NASCAR Sprint Cup Series   | 11 lipca    |
| 5     | Bristol Motor Speedway       | Runda samodzielna          | 20 lipca    |
| 6     | Irwindale Event Center       | X Games Los Angeles        | 4 sierpnia  |
| 7     | Atlanta Motor Speedway       | Runda samodzielna          | 10 sierpnia |
| 8     | Charlotte Motor Speedway     | AACA AutoFair Fall Meet    | 22 wrzesień |
| 9     | Las Vegas Valley             | SEMA Automotive Trade Show | 7 listopada |

* początkowo planowano rozegrać jedną rundę w Monachium 30 czerwca. Jednak, planowana na 19 maja runda w Barcelonie została odwołana z powodu opadów deszczu, a organizatorzy zdecydowali się rozegrać dwa wyścigi w Niemczech.

## Lista startowa
| Konstruktor                     | Samochód                    | Zespół                                     | Nr  | Kierowca           | Rundy        |
| ------------------------------- | --------------------------- | ------------------------------------------ | --- | ------------------ | ------------ |
| All 4 Racing                    | Mini Cooper                 |                                            | 4   | Nani Roma          | *            |
| Hoonigan Racing Division        | Ford Fiesta ST              | Hoonigan Racing Division                   | 43  | Ken Block          | 1–9          |
| LD Motorsport                   | Citroën DS3                 | LD Motorsport                              | 33  | Liam Doran         | 1            |
| LD Motorsport                   | Mini Countryman             | LD Motorsport                              | 33  | Liam Doran         | 2–3, 5–6     |
| Marklund Motorsport             | Volkswagen Polo             | Marklund Motorsport                        | 29  | Buddy Rice         | 1            |
| Marklund Motorsport             | Volkswagen Polo             | Marklund Motorsport                        | 29  | Mattias Ekström    | 2–3          |
| Marklund Motorsport             | Volkswagen Polo             | Marklund Motorsport                        | 29  | Timur Timerzjanow  | 6            |
| Marklund Motorsport             | Volkswagen Polo             | Marklund Motorsport                        | 303 | Carlos Sainz       | *            |
| Marklund Motorsport             | Volkswagen Polo             | Marklund Motorsport                        | 92  | Anton Marklund     | 1–3, 6       |
| Olsbergs MSE                    | Ford Fiesta ST              | Olsbergs MSE                               | 18  | Patrik Sandell     | 1–9          |
| Olsbergs MSE                    | Ford Fiesta ST              | Rockstar Energy Olsbergs MSE               | 34  | Tanner Foust       | 1–9          |
| Olsbergs MSE                    | Ford Fiesta ST              | Rockstar Energy Metal Mulisha Olsbergs MSE | 38  | Brian Deegan       | 1–9          |
| Olsbergs MSE                    | Ford Fiesta ST              | Bluebeam Olsbergs MSE                      | 57  | Toomas Heikkinen   | 1–9          |
| OMSE2                           | Ford Fiesta ST              | Royal Purple OMSE2                         | 7   | Townsend Bell      | 2–3          |
| OMSE2                           | Ford Fiesta ST              | Royal Purple OMSE2                         | 32  | Steve Arpin        | 1–9          |
| OMSE2                           | Ford Fiesta ST              | Rdio OMSE2                                 | 77  | Scott Speed        | 1–9          |
| Pastrana Racing                 | Dodge Dart                  | Pastrana Racing                            | 99  | Bryce Menzies      | 1–6, 8-9     |
| Pastrana Racing                 | Dodge Dart                  | Pastrana Racing                            | 99  | Henning Solberg    | 7            |
| Pastrana Racing                 | Dodge Dart                  | Pastrana Racing                            | 199 | Travis Pastrana    | 1, 4, 6, 8-9 |
| Pastrana Racing                 | Dodge Dart                  | Pastrana Racing                            | 199 | Timur Timerzjanow  | 2–3, 5, 7    |
| Prodrive                        | Mini Countryman             | Prodrive                                   | 40  | Dave Mirra         | 8-9          |
| PMR Motorsports                 | Chevrolet Sonik             | PMR Motorsports                            | 59  | Pat Morro          | 8-9          |
| Rhys Millen Racing              | Hyundai Veloster            | Rhys Millen Racing                         | 14  | David Sterckx      | 6            |
| Rhys Millen Racing              | Hyundai Veloster            | Rhys Millen Racing                         | 67  | Rhys Millen        | 6, 9         |
| Rhys Millen Racing              | Hyundai Veloster            | Rhys Millen Racing                         | 4   | Stéphane Verdier   | 8-9          |
| Stéphane Verdier Racing         | Subaru Impreza WRX STI      | Stéphane Verdier Racing                    | 12  | Stéphane Verdier   | 6            |
| Subaru Puma Rallycross Team USA | Subaru Impreza WRX STI      | Subaru Puma Rallycross Team USA            | 11  | Sverre Isachsen    | 2–9          |
| Subaru Puma Rallycross Team USA | Subaru Impreza WRX STI      | Subaru Puma Rallycross Team USA            | 40  | Dave Mirra         | 2–7          |
| Subaru Puma Rallycross Team USA | Subaru Impreza WRX STI      | Subaru Puma Rallycross Team USA            | 81  | Bucky Lasek        | 2–9          |
| XRC Team Brasil                 | Peugeot 207                 | XRC Team Brasil                            | 12A | Eduardo Marques Jr | 1            |
| XRC Team Brasil                 | Peugeot 207                 | XRC Team Brasil                            | 13  | Mauricio Neves     | 1            |
| X Team Racing                   | Mitsubishi Lancer Evolution | X Team Racing                              | 12  | Nelson Piquet Jr.  | 1, 4         |
| X Team Racing                   | Mitsubishi Lancer Evolution | X Team Racing                              | 12  | Guilherme Spinelli | 2–3          |

* Zgłoszeni do startu w odwołanej rundzie w Barcelonie

## Zwycięzcy wyścigów
| Runda | Lokalizacja                  | Zwycięzca        | Zespół                   | Samochód       |
| ----- | ---------------------------- | ---------------- | ------------------------ | -------------- |
| 1     | Foz do Iguaçu                | Scott Speed      | OMSE2                    | Ford Fiesta ST |
| 2     | Monachium                    | Liam Doran       | LD Motorsport            | Mini RX        |
| 3     | Monachium                    | Toomas Heikkinen | Olsbergs MSE             | Ford Fiesta ST |
| 4     | New Hampshire Motor Speedway | Toomas Heikkinen | Olsbergs MSE             | Ford Fiesta ST |
| 5     | Bristol Motor Speedway       | Toomas Heikkinen | Olsbergs MSE             | Ford Fiesta ST |
| 6     | Irwindale Event Center       | Toomas Heikkinen | Olsbergs MSE             | Ford Fiesta ST |
| 7     | Atlanta Motor Speedway       | Toomas Heikkinen | Olsbergs MSE             | Ford Fiesta ST |
| 8     | Charlotte Motor Speedway     | Scott Speed      | OMSE2                    | Ford Fiesta ST |
| 9     | Las Vegas Valley             | Ken Block        | Hoonigan Racing Division | Ford Fiesta ST |

### GRC Lites
| Runda | Lokalizacja                  | Zwycięzca  | Zespół             |
| ----- | ---------------------------- | ---------- | ------------------ |
| 1     | New Hampshire Motor Speedway | Joni Wiman | Set Promotion Ford |
| 2     | Bristol Motor Speedway       | Joni Wiman | Set Promotion Ford |
| 3     | Irwindale Event Center       | Joni Wiman | Set Promotion Ford |
| 4     | Atlanta Motor Speedway       | Joni Wiman | Set Promotion Ford |
| 5     | Charlotte Motor Speedway     | Joni Wiman | Set Promotion Ford |
| 6     | Las Vegas Valley             | Joni Wiman | Set Promotion Ford |

## Klasyfikacja generalna

### Kierowcy
| Poz. | Kierowca           | Zespół                   | FOZ | MON1 | MON2 | NH | BRI | LA | ATL | CHA | LVV | Pkt. |
| ---- | ------------------ | ------------------------ | --- | ---- | ---- | -- | --- | -- | --- | --- | --- | ---- |
| 1    | Toomas Heikkinen   | Olsbergs MSE             | 2   | 3    | 1    | 1  | 1   | 1  | 1   | 3   | 4   | 169  |
| 2    | Tanner Foust       | Olsbergs MSE             | 8   | 6    | 3    | 4  | 7   | 2  | 2   | 10  | 2   | 123  |
| 3    | Ken Block          | Hoonigan Racing Division | 9   | 2    | 10   | 5  | 2   | 6  | 8   | 7   | 1   | 115  |
| 4    | Brian Deegan       | Olsbergs MSE             | 5   | 7    | 9    | 3  | 3   | 7  | 6   | 2   | 13  | 108  |
| 5    | Scott Speed        | OMSE2                    | 1   | 9    | 15   | 9  | 13  | 9  | 7   | 1   | 9   | 94   |
| 6    | Patrik Sandell     | Olsbergs MSE             | 3   | 8    | 13   | 2  | 5   | 8  | 11  | 13  | 7   | 89   |
| 7    | Sverre Isachsen    | Subaru Puma Rallycross   |     | 17   | 8    | 6  | 4   | 3  | 3   | 8   | 5   | 86   |
| 8    | Steve Arpin        | OMSE2                    | 4   | 11   | 5    | 12 | 6   | 14 | 9   | 5   | 8   | 79   |
| 9    | Liam Doran         | LD Motorsport            | 13  | 1    | 2    |    | 9   | 10 |     |     |     | 59   |
| 10   | Travis Pastrana    | Pastrana Racing          | 7   |      |      | 7  |     | 5  |     | 9   | 3   | 56   |
| 11   | Bucky Lasek        | Subaru Puma Rallycross   |     | 14   | 11   | 8  | 12  | 11 | 12  | 6   | 14  | 49   |
| 12   | Dave Mirra         | Subaru Puma Rallycross   |     | 15   | 14   | 13 | 11  | 15 | 4   | 12  |     | 36   |
| 13   | Bryce Menzies      | Pastrana Racing          | 15  | 16   | 17   | 11 | 10  | 13 |     | 14  | 6   | 35   |
| 14   | Timur Timerzjanow  | Pastrana Racing          |     | 10   | 12   |    | 8   | 18 | 5   |     |     | 34   |
| 15   | Anton Marklund     | Marklund Motorsport      | 6   | 4    | 16   |    |     | 17 |     |     |     | 26   |
| 16   | Mattias Ekström    | Marklund Motorsport      |     | 5    | 4    |    |     |    |     |     |     | 26   |
| 17   | Stéphane Verdier   | Verdier Racing           |     |      |      |    |     | 12 |     | 4   | 12  | 23   |
| 18   | Rhys Millen        | Rhys Millen Racing       |     |      |      |    |     | 4  |     |     | 10  | 20   |
| 19   | Nelson Piquet Jr.  | X Team Racing            | 11  |      |      | 10 |     |    |     |     | 19  | 17   |
| 20   | Townsend Bell      | OMSE2                    |     | 12   | 6    |    |     |    |     |     |     | 16   |
| 21   | Guilherme Spinelli | X Team Racing            |     | 13   | 7    |    |     |    |     |     |     | 14   |
| 22   | Pat Moro           | PMR Motorsports          |     |      |      |    |     |    |     | 11  | 11  | 12   |
| 23   | Henning Solberg    | Pastrana Racing          |     |      |      |    |     |    | 10  |     |     | 7    |
| 24   | Buddy Rice         | Marklund Motorsport      | 10  |      |      |    |     |    |     |     |     | 7    |
| 25   | Mauricio Neves     | XRC Team Brasil          | 12  |      |      |    |     |    |     |     |     | 5    |
| 26   | Eduardo Marques    | XRC Team Brasil          | 14  |      |      |    |     |    |     |     |     | 3    |
| 27   | David Sterckx      | Rhys Millen Racing       |     |      |      |    |     | 16 |     |     |     | 1    |
| 28   | Nani Roma          | All4 Racing              |     |      |      |    |     |    |     |     |     | 0    |
| 29   | Carlos Sainz       | Marklund Motorsport      |     |      |      |    |     |    |     |     |     | 0    |
| Poz. | Kierowca           | Zespół                   | FOZ | MON1 | MON2 | NH | BRI | LA | ATL | CHA | LVV | Pkt. |

### Producenci
| Producent | Punkty |
| --------- | ------ |
| Ford      | 344    |
| Subaru    | 146    |
| Dodge     | 132    |